# Wilhelm Lademann

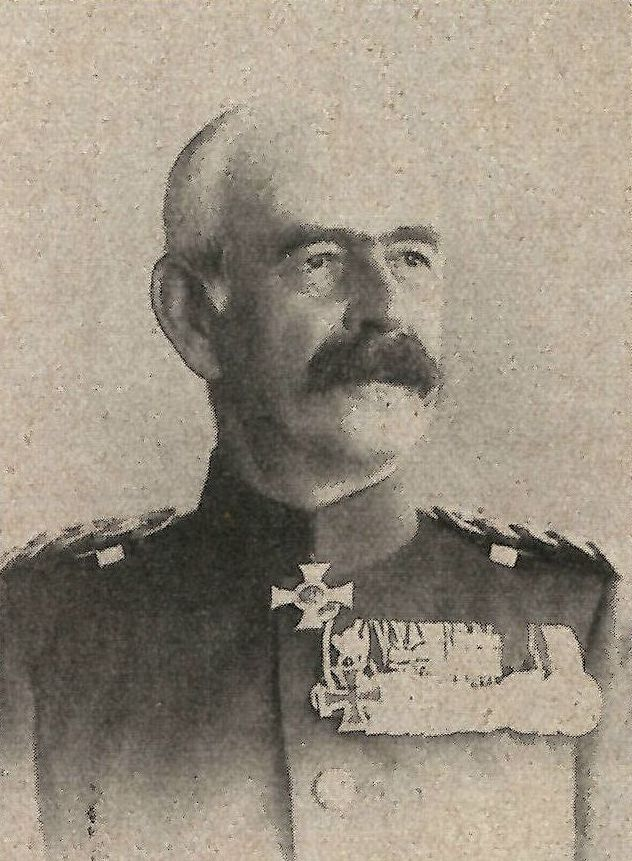
Wilhelm Lademann

Ferdinand Wilhelm Ernst Julius Lademann (* 28. Juli 1840 in Ueckermünde; † 30. April 1919 in Blankenburg (Harz)) war ein preußischer Generalmajor und Kommandant von Küstrin.

## Leben

### Herkunft
Wilhelm war ein Sohn des Kreissekretärs Gustav Lademann († 1855) und dessen Ehefrau Bertha, geborene Gröning († 1874).

### Militärkarriere
Nach dem Besuch der Bürgerschule in Ueckermünde und des Friedrich-Wilhelm-Gymnasiums in Stettin trat Lademann am 1. November 1861 als Pionier in die 4. Kompanie des Pionier-Bataillons Nr. 3 der Preußischen Armee ein. Nach anderthalb Jahren zum Unteroffizier befördert, nahm er 1864 während des Krieges gegen Dänemark an den Kämpfen bei Missunde, Hollnis, Alnoer, Büffelkoppel und Wilhoi sowie dem Übergang nach Alsen teil. Vor den Düppeler Schanzen hatte Lademann den Auftrag, die Palisaden in dem Wolfsgruben vor der Schanze II zu sprengen. Nachdem seine Gruppe die Palisaden erreicht hatte, warf Lademann persönlich die Pulversäcke über die Palisade; die erloschenen Lunten entzündete er an seiner Zigarre erneut. Für diese Tat erhielt er beide Klassen des Militär-Ehrenzeichens und die österreichische silberne Tapferkeitsmedaille 1. Klasse. Durch die Anstrengungen des Krieges erkranke er schwer und war vier Jahre nicht mehr felddienstfähig.
Sein tapferes Verhalten wurde zudem am 4. Februar 1865 mit der Beförderung zum Sekondeleutnant gewürdigt und Lademann zugleich in das 3. Magdeburgische Infanterie-Regiment Nr. 68 versetzt. Für die Dauer der Mobilmachung anlässlich des Deutschen Krieges war er 1866 beim Ersatz-Bataillon seines Regiments. Am 2. Oktober 1869 wurde er zum Adjutanten des Füsilier-Bataillons und am 19. Januar 1870 zum Regimentsadjutanten ernannt. Während des Krieges gegen Frankreich nahm Lademann in dieser Eigenschaft an den Gefechten bei Beaumont und Épinay-sur-Seine sowie der Belagerung von Paris teil. Er erhielt das Eiserne Kreuz und avancierte Mitte Oktober 1870 zum Premierleutnant.
Nach dem Friedensschluss nahm Lademann im Herbst 1872 an der Generalstabsreise des IV. Armee-Korps teil und wurde Mitte April 1873 mit Patent vom 20. September 1870 in das Westfälische Füsilier-Regiment Nr. 73 nach Posen versetzt. Dort stieg er Ende Mai 1874 zum Hauptmann und Kompaniechef auf. Mit einem Patent vom 21. Mai 1873 erfolgte am 24. Juli 1877 seine Versetzung in das 8. Pommersche Infanterie-Regiment Nr. 61 nach Thorn. Nach Kommandierungen im Sommer und Herbst 1881 zur Generalstabsreise des II. Armee-Korps sowie zur Übung im Festungskrieg in Thorn wurde Lademann unter Beförderung zum Major am 12. Januar 1884 seinem Regiment aggregiert und am 10. Mai 1885 einrangiert. Daran schloss sich vom 11. März 1886 bis zum 23. März 1890 eine Verwendung als Bataillonskommandeur im Schlesischen Füsilier-Regiment Nr. 38 in Schweidnitz an. Anschließend wurde Lademann als Oberstleutnant und etatsmäßiger Stabsoffizier in das neuerrichtete Infanterie-Regiment Nr. 140 nach Inowrazlaw versetzt. Zugleich war er Anfang Juli 1892 Leiter der taktischen Übungsreise von Offizieren aller Truppenteile der 4. Division und wurde Ende des Monats unter Beförderung zum Oberst als Kommandeur des Infanterie-Regiments „Markgraf Karl“ (7. Brandenburgisches) Nr. 60 nach Weißenburg in das Reichsland Elsaß-Lothringen versetzt. Unter Stellung à la suite seines Regiments folgte am 14. Juli 1895 seine Ernennung zum Kommandanten von Küstrin. In dieser Stellung erhielt Lademann anlässlich des Ordensfestes im Januar 1896 den Kronen-Orden II. Klasse und am 16. Juni 1896 den Charakter als Generalmajor. In Genehmigung seines Abschiedsgesuches wurde er am 19. November 1898 unter Verleihung des Roten Adlerordens II. Klasse mit Eichenlaub und mit Pension zur Disposition gestellt. Er starb in Blankenburg im Harz am 30. April 1919.
General von Lignitz schrieb in seiner Beurteilung am 1. Januar 1897 über Lademann „Er ist ein vortrefflicher Kommandant und allen Anforderungen für den Krieg durchaus gewachsen.“

### Familie
Lademann heiratete am 15. Oktober 1868 in Radewell bei Halle Thekla Funk (1860–1914). Das Paar hatte mehrere Kinder:
- Werner (1872–1900), Assistenzarzt beim Feldartillerie-Regiment „Prinzregent Luitpold von Bayern“ (Magdeburgisches) Nr. 4[5]
- Elwine (* 1874)
- Elfriede (* 1874)
- Martin (* 1883)
- Ulrich (* 1891)